# 岸盛一
岸 盛一（きし せいいち、1908年7月14日 - 1979年7月25日）は、最高裁判所裁判官。

## 人物・来歴
東京出身。東京帝国大学を卒業して、裁判官に任官。東京控訴院判事などを経て、戦後に初代最高裁判所刑事局長。その後、東京地方裁判所の裁判現場に戻る。東京高等裁判所長官、最高裁判所事務総長を歴任した。
東京地裁判事として、1959年8月8日に東京都公安条例事件では東京都公安条例の違憲判決を下した。砂川事件では、最高裁判所大法廷の一審破棄・差し戻し判決を受けてのやり直し裁判を担当して、1961年3月27日に逆転有罪判決を下した。
1967年から1972年にかけての「司法の危機」について、当時最高裁判所事務総長だった岸は「裁判制度に関する調査特別委員会が裁判の独立を脅かすようなことがあれば、重大問題である」とする談話を発表した。その一方、青年法律家協会の長沼ナイキ裁判における平賀書簡事件以降、裁判官は「政治的色彩を帯びる団体に加入することは慎むべきである」と述べ、青年法律家協会の関係者を排除するブルーパージの実務役を担った。
1971年4月に最高裁判所裁判官に就任。青年法律家協会関係者の脱会工作を主導したことから、1972年の国民審査において、不信任の割合が14.59%に達した。1975年5月20日に白鳥事件に関して「再審にも疑わしきは被告人の利益の原則が適応されるべき」とする白鳥決定が最高裁で出された時に最高裁裁判官として主導的役割を果たした。
1978年7月に定年退官。

## 著書
- 『新刑事訴訟法義解』 (新法令解説叢書 法文社, 1948
- 『刑事訴訟法要義』広文堂書店, 1961
- 『事実審理と訴訟指揮 刑事訴訟論集』有斐閣, 1979.11

### 共編著
- 『経済統制法』荻野益三郎共編 判例体系 啓法会, 1943
- 『註釈新刑事訴訟記録』矢崎憲正共著. 法文社, 1949
- 『刑事訴訟法判例総覧』荒川省三,横井大三共編. 帝国判例法規出版社, 1954-1955
- 『事実審理 集中審理と交互尋問の技術』横川敏雄共著. 有斐閣, 1960